# Acontia rachiastis
Acontia rachiastis är en fjärilsart som beskrevs av George Francis Hampson 1908. Acontia rachiastis ingår i släktet Acontia och familjen nattflyn. Inga underarter finns listade i Catalogue of Life.